# Iago Maidana
Iago Justen Maidana Martins (Cruz Alta, 6 febbraio 1996) è un calciatore brasiliano, difensore dell'Henan.

## Caratteristiche tecniche
È un difensore centrale.

## Carriera

### Nazionale
È stato convocato dalla nazionale Under-20 brasiliana per disputare il campionato mondiale 2015.